# Sanliurfa
Sanliurfa (en turco: Şanlıurfa ʃanˈlɯuɾfa, ‘la gloriosa Urfa’) o en kurdo, Riha, antiguamente Edesa, es una ciudad situada en la región de Anatolia Suroriental, en Turquía, y la capital de la provincia de Sanliurfa. Cuenta con una población de 472 238 habitantes (2007).
Urfa se encuentra en una llanura, a alrededor de 80 km al este del río Éufrates. Destaca su clima de veranos calurosos y secos, y de inviernos fríos y húmedos. La población urbana de Sanliurfa es principalmente kurda, mientras que en las zonas circundantes, se trata de una mezcla de kurdos y turcos y, en menor medida, árabes.

## Etimología

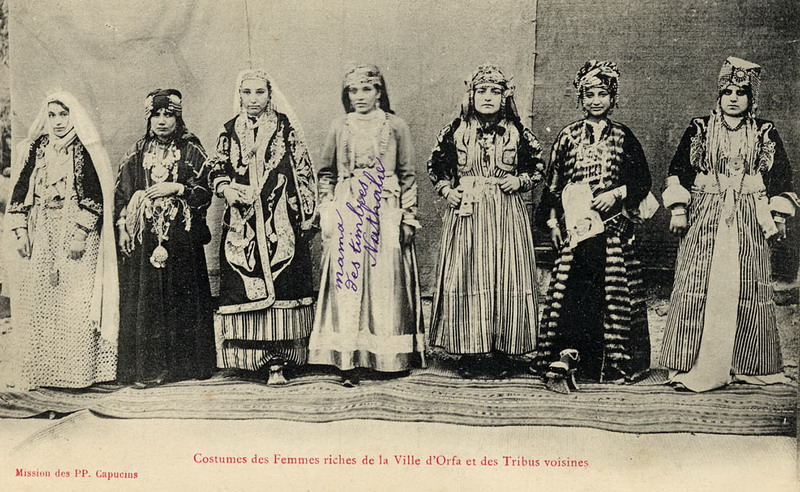
Mujeres ricas de Urfa.

Se ha conocido a la ciudad por numerosos nombres a lo largo de la historia: en armenio, Urhai (Ուռհա); en arameo, Urhāy (ܐܘܪܗܝ); en siríaco, Riha (en siríaco: ܐܘܪܗܝ); en árabe, Ar-Ruha (en árabe: الرها‎); en griego Orra u Orroa (Ορρα, Ορροα). Durante un tiempo, se conoció como Calírroe o Antioquía de Calírroe (en griego, Αντιόχεια η επί Καλλιρρόης). Durante el periodo bizantino se llamaba Justinópolis. Sin embargo, antes de la dominación turca, se conocía con el nombre que le dieron los seléucidas: Edesa (Εδεσσα).
«Şanlı» significa grande, glorioso en turco. Se cambió oficialmente el nombre a Urfa por el de Sanliurfa en la Gran Asamblea Nacional de Turquía en 1984 debido a la resistencia local que protagonizó la ciudad en la Guerra de Independencia Turca. Se logró que se concediese el título gracias a las repetidas solicitudes de los diputados de la ciudad, que deseaban dar a Urfa un trato similar al de ciudades como «Gazi» (veterana) Antep y «Kahraman» (heroica) Maraş.

## Historia
La historia de Sanliurfa comienza en el siglo IV a. C., aunque es posible que se remonte al siglo VIII a. C., puesto que existen evidencias en los asentamientos cercanos de Duru, Harrán y Nevalı Çori. Fue una de las muchas ciudades de la cuenca de los ríos Éufrates-Tigris, la cuna de la civilización mesopotámica. Según la tradición turco-musulmana, Urfa (su nombre desde la época bizantina) es la ciudad bíblica de Ur, debido a su cercanía al pueblo de Harrán. Sin embargo, Irak también reclama que la ciudad de Ur se encuentra al sur del país, así como numerosos historiadores y arqueólogos.
Urfa se considera asimismo el lugar de nacimiento de Abraham, que se conmemora en una mezquita de la ciudad, y el de Job.
Urfa ha sido conquistada de forma repetida a lo largo de la historia, y ha estado dominada por numerosas civilizaciones, tales como Ebla, el Imperio acadio, Sumeria, Babilonia, los hititas, los hurritas, el reino de Armenia, Mitani, Asiria, Caldea, Media, el Imperio persa, el reino de Macedonia (bajo Alejandro Magno), el Imperio seléucida, los arameos, Osroene, la Antigua Roma, el Imperio sasánida, el Imperio bizantino y los cruzados.

### La ciudad de Edesa
Tras la desintegración del Imperio Macedonio, Edesa quedó bajo dominio del general macedonio Seleuco I. Posteriormente se integró en el Imperio parto, hasta que el renacido Imperio Persa (o Iranio, para distinguirlo del anterior) de la dinastía sasánida se apoderó de todo el este de Anatolia. Durante su campaña contra el Imperio parto en 217, Caracalla fue asesinado en Edesa por un soldado romano.
Los conflictivos, oscilantes y volátiles límites de los imperios Romano (y Bizantino en adelante) y Persa sasánida dieron pie a la batalla de Edesa en el año 260 d. C., donde el Imperio Romano sufrió una contundente derrota a manos persas. En esa batalla, el emperador Valeriano fue capturado por los persas bajo el mando de Sapor I. Los romanos se vieron obligados a realizar toda una serie de contrapartidas para obtener su liberación, como el ingenioso sistema de irrigación en Sushtar (actual Irán).
Durante el periodo bizantino, Edesa tuvo una gran relevancia a nivel regional. La ciudad contaba con iglesias, escuelas y monasterios.

### La llegada del islam

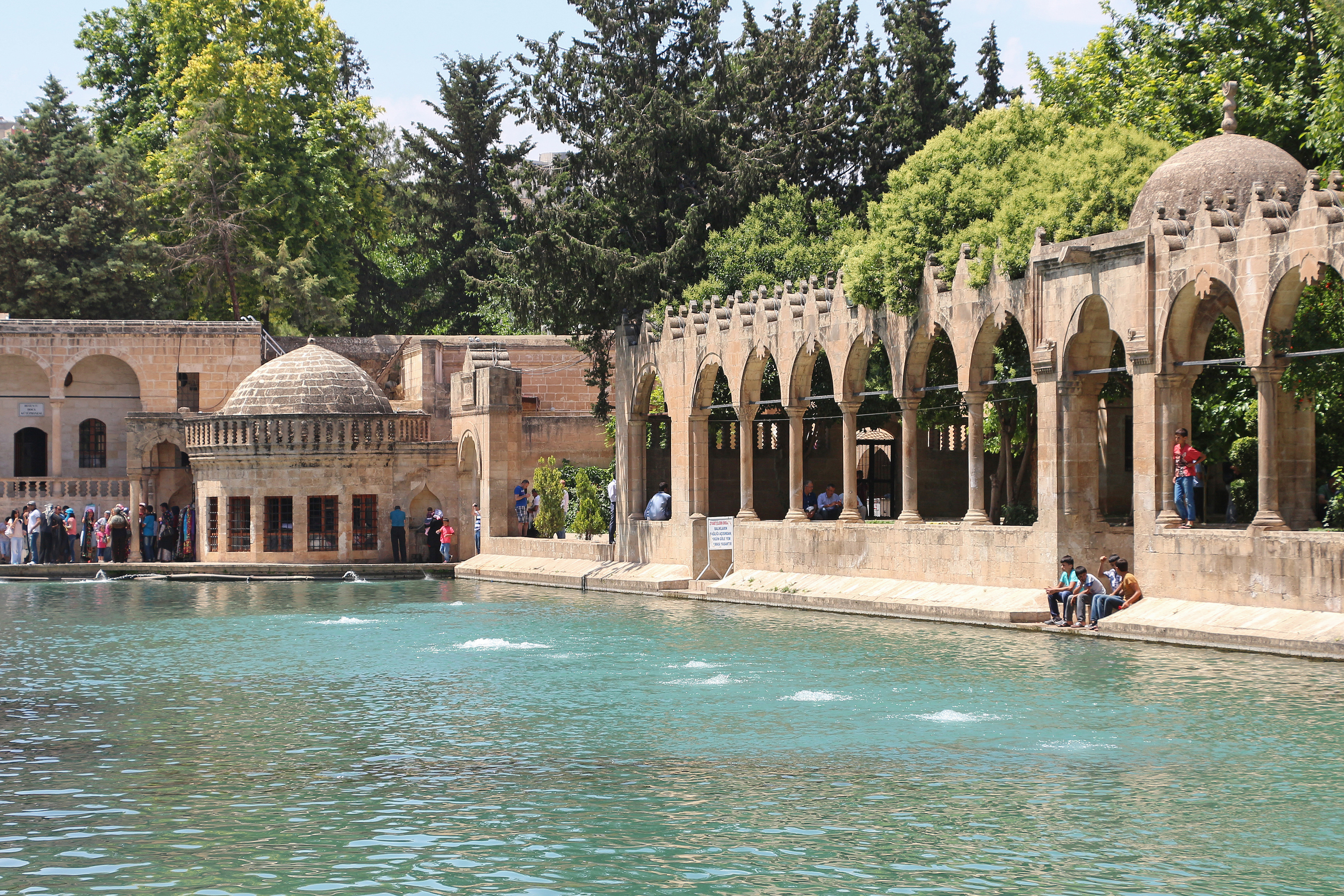
Piscina de Abraham en Urfa.

El islam llegó hacia el año 639, cuando el ejército omeya conquistó la región sin emplear las armas. El islam se estableció de forma permanente en Urfa gracias a los imperios de los ayubíes, los selyúcidas y los otomanos. Tras la Primera Cruzada, la ciudad se convirtió en el centro del Condado de Edesa hasta 1144, cuando fue capturada de nuevo por el turco Zengi. La mayor parte de la población fue asesinada, junto con el arzobispo. Durante los siguientes diez años, Urfa fue el centro de la historia europea, ya que su reconquista fue la razón de la Segunda Cruzada. Aunque comenzó con una masacre de judíos en la Europa Occidental y la presencia de un Emperador y un rey de Francia le hicieron ganar importancia, no consiguió llevar a cabo su cometido. El único éxito fue la conquista de la ciudad de Lisboa por una flota inglesa a los árabes y su entrega al que posteriormente sería rey de Portugal.
Bajo la dominación otomana, Urfa fue una importante ciudad donde destacaban el algodón, el cuero y la joyería. Había tres comunidades cristianas: la siria, la armenia y la latina. Los últimos cristianos sirios abandonaron la ciudad en 1924, trasladándose a Alepo (donde se asentaron en una zona a la que se llamó Hay al-Suryan, el barrio siríaco).

### Primera Guerra Mundial y postguerra
En 1914, se calculaba que Urfa contaba con 75 000 habitantes: 45 000 kurdos y turcos, 25 000 armenios y 5000 cristianos sirios. También había judíos.
Al final de la Primera Guerra Mundial, una vez derrotado el Imperio Otomano, los ejércitos europeos intentaron repartirse Anatolia; primero los británicos y luego los franceses ocuparon Urfa. La ocupación británica de la ciudad comenzó de facto el 7 de marzo de 1919 y oficialmente el 24 de marzo de 1919, y duró hasta el 30 de octubre de 1919. Las fuerzas francesas la ocuparon a partir del día siguiente hasta el 11 de abril de 1920, cuando fueron derrotadas por las fuerzas locales (con el nuevo gobierno turco de Ankara sin establecer y la Asamblea Nacional aprobada el 23 de abril de 1920.
La retirada francesa de Urfa se acordó entre las fuerzas ocupantes y los representantes de las fuerzas locales, dirigidas por el capitán Ali Saip Bey, designado por el gobierno de Ankara. Aunque la retirada se iba a producir de forma pacífica, el plan se vio alterado por una emboscada que hicieron fuerzas irregulares a los franceses en el paso de Şebeke hacia Siria, y que provocó 296 muertos entre las tropas francesas y más entre los rebeldes.

## Sanliurfa en la actualidad
La Sanliurfa moderna presenta grandes contrastes entre los barrios antiguos y los recientes. El casco antiguo es uno de los más evocadores y románticos de Turquía, con un antiguo bazar que continúa usando la población para comprar fruta y verdura, adonde siguen acudiendo habitantes árabes y kurdos para vender sus productos. Gran parte del casco antiguo cuenta con casas tradicionales de Oriente Medio construidas alrededor de patios, a los que muchas veces no se puede acceder con vehículos de motor.
Sin embargo, los nuevos distritos de Sanliurfa son grandes extensiones de modernos bloques de cemento, con grandes avenidas, restaurantes y polideportivos.

### Política
Aunque muchos de los habitantes son kurdos y se habla kurdo de forma generalizada, la población local está muy integrada en la sociedad turca, por lo que no existe apoyo relevante al nacionalismo kurdo. También destaca la población turcomana. Dentro de Turquía, se considera que Urfa es, tras Konya, la ciudad más devota del país. Es, además, una plaza fuerte del Partido de la Justicia y el Desarrollo.

### Gastronomía

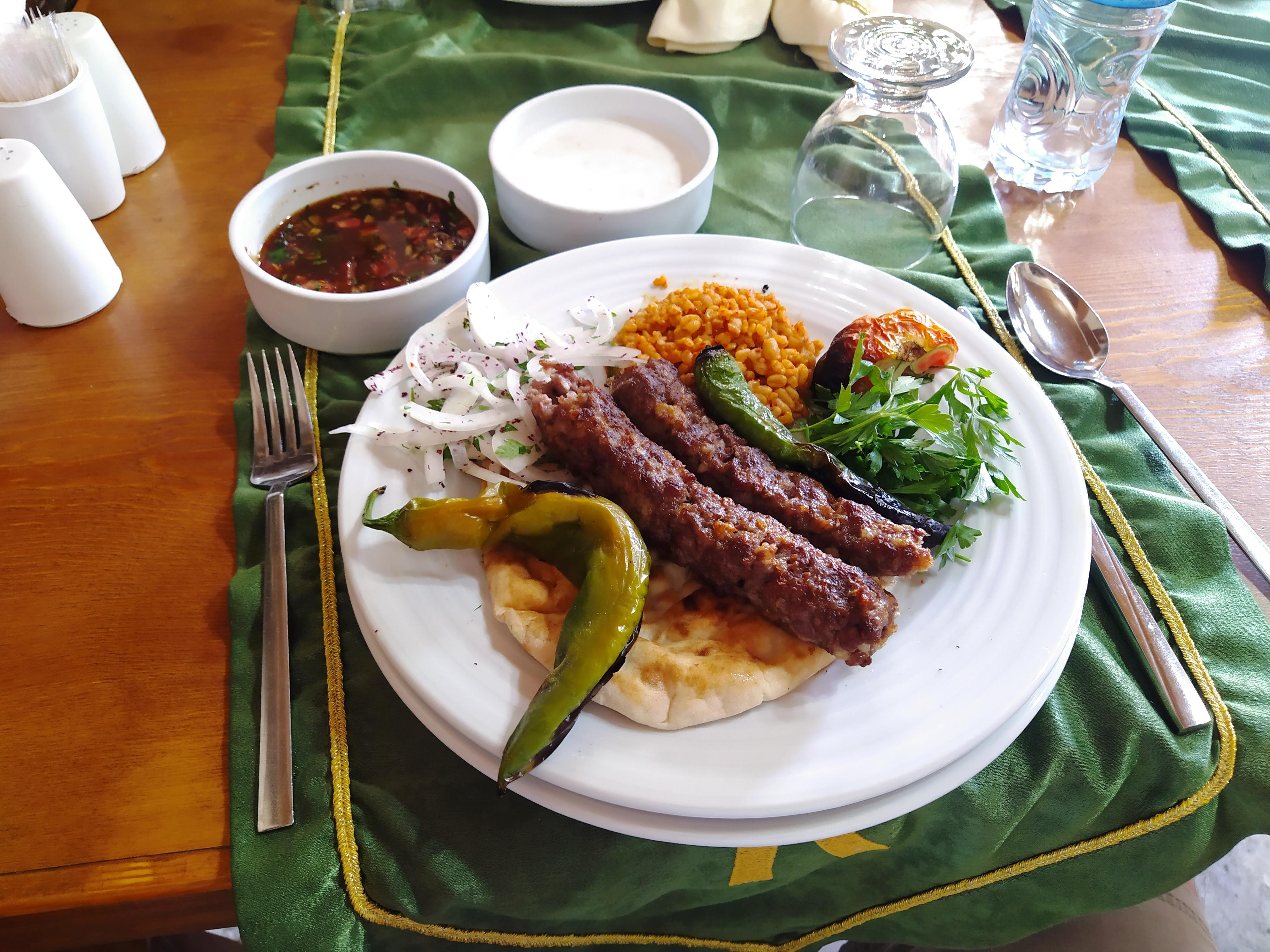
Urfa Kebab, que lleva el nombre de Şanlıurfa.

La cocina es típica del sureste de Turquía; destacan el pan y la carne en forma de kebab, döner o kavurma (carne o hígado frito), la berenjena, el tomate y la guindilla, incluido el pimiento rojo local conocido como isot. Otros platos son el picante çiğ köfte (en Urfa, incluso más picante); dulces como el künefe de mantequilla caliente y sirope, o el postre de nueces sillik; el amargo café de estilo árabe mırra y la bebida parecida al café hecha con terebinto, menengiç kahvesi.
Urfa no es una gran metrópoli, por lo que en muchos aspectos demuestra que se trata de una ciudad conservadora. No se suelen servir bebidas alcohólicas con la comida; incluso los jardines de té (único lugar de entretenimiento social que ofrece Urfa) sólo se destinan a familias o a hombres (al contrario que en el oeste de Turquía). Una tradición local es el sıra gecesi, donde se reúnen grupos de hombres en casa, especialmente en invierno, para tocar el laúd (el laúd árabe o el bağlama) y cantar canciones tradicionales.

### Economía
Desde principios de los años 1990, Sanliurfa se ha visto beneficiada, según el gobierno central turco del Proyecto del Sureste de Anatolia, que ha proporcionado agua a los agricultores locales y ha fomentado un gran aumento en la producción, incluida la de algodón, todo ello a pesar de las condiciones climatológicas. Este hecho ha beneficiado también a la industria ligera de la ciudad. A pesar de tratarse de auténticos problemas, se han reducido el desempleo y la pobreza respecto a otras ciudades del sureste de Turquía.